# Matematikpriset från Accademia dei XL
Matematikpriset från Accademia dei XL (italienska Medaglia dei XL per la Matematica) är ett italienskt vetenskapspris till framstående matematiker.
Pristet utdelas i regel årligen av Accademia Nazionale delle Scienze i form en medalj. Det finns även en motsvarande medalj för fysik och naturvetenskaper. De utdelas av akademin på uppdrag av den italienska regeringen och båda tillhör de första officiella italienska priser som instiftades efter bildandet av Kungariket Italien 1866.

## Pristagare
- 1868: Felice Casorati
- 1875: Eugenio Beltrami
- 1876: Emanuele Fergola
- 1878: Ettore Caporali
- 1879: Enrico D’Ovidio
- 1880: Riccardo De Paolis
- 1882: Alfredo Capelli
- 1883: Luigi Bianchi
- 1884: Corrado Segre
- 1887: Ernesto Cesàro
- 1888: Vito Volterra
- 1893: Guido Castelnuovo
- 1894: Carlo Somigliana
- 1895: Federigo Enriques
- 1896: Alfredo Capelli
- 1901: Gregorio Ricci-Curbastro
- 1903: Tullio Levi-Civita
- 1904: Ernesto Pascal
- 1905: Cesare Arzelà
- 1906: Francesco Severi
- 1907: Francesco Lauricella
- 1908: Guido Fubini
- 1909: Giuseppe Picciati
- 1911: Emilio Almansi
- 1912: Eugenio Elia Levi
- 1913: Max Abraham
- 1914: Ernesto Pascal
- 1915: Pasquale Calapso
- 1916: Eugenio Torelli
- 1918: Ugo Amaldi
- 1919: Giuseppe Armellini
- 1920: Antonio Signorini
- 1921: Orazio Tedone
- 1923: Leonida Tonelli
- 1924: Umberto Cisotti
- 1925: Enrico Bompiani
- 1926: Annibale Comessatti
- 1927: Giuseppe Vitali
- 1928: Carlo Rosati
- 1929: Luigi Fantappiè
- 1930: Beniamino Segre
- 1931: Francesco Cantelli
- 1932: Giulio Krall
- 1933: Vladimir Bernstein
- 1942: Giovanni Sansone
- 1956: Francesco Tricomi
- 1975: Edoardo Vesentini
- 1977: Bruno Pini
- 1979: Claudio Procesi
- 1980: Giovanni Prodi
- 1982: Carlo Cercignani
- 1985: Enrico Arbarello
- 1986: Gabriele Darbo
- 1987: Giorgio Talenti
- 1988: Alberto Tognoli
- 1989: Mario Miranda
- 1990: Corrado de Concini
- 1991: Sergio Spagnolo
- 1992: Fabrizio Catanese
- 1993: Giovanni Aquaro
- 1994: Luigi Salvadori
- 1995: Marco Biroli
- 1996: Gianni Dal Maso
- 1997: Tullio Valenti
- 1998: Giuseppe Tomassini
- 1999: Enrico Giusti
- 2000: Carlo Sbordone
- 2001: Umberto Mosco
- 2002: Maurizio Cornalba
- 2003: Stefano Bianchini
- 2004: Kieran O’Grady
- 2005: Umberto Zannier
- 2006: Graziano Gentili
- 2015: Luigi Ambrosio
- 2016: Maria Agostina Vivaldi
- 2017: Riccardo Salvati Manni
- 2018: Fabrizio Andreatta
- 2019: Giovanni Alessandrini
- 2020: Franco Flandoli